# Roca Blanca (Espot)
La Roca Blanca és una muntanya de 1.485 metres que es troba al municipi d'Espot, a la comarca del Pallars Sobirà.